# Wietnamskie filmy zgłoszone do rywalizacji o Oscara w kategorii filmu nieanglojęzycznego
Wietnam przedstawia swoich kandydatów do Oscara dla najlepszego filmu nieanglojęzycznego od 1993 roku. Kategorię tę wprowadzono po raz pierwszy do 29. edycji Nagród Akademii Filmowej, której ceremonia odbyła się w 1957 roku. Wcześniej, na przełomie lat 1948-1956, ośmiokrotnie nagrodzono filmy zagraniczne Oscarem honorowym lub specjalnym. Statuetka wręczana jest zawsze reżyserowi, aczkolwiek za oficjalnego zdobywcę nagrody uznaje się kraj z którego pochodzi film. Dotychczas zgłoszono osiem wietnamskich filmów, z czego jeden, Zapach zielonej papai otrzymał nominację.
| Rok (Ceremonia) | Polski tytuł          | Angielski tytuł           | Oryginalny tytuł        | Reżyser        | Rezultat       |
| --------------- | --------------------- | ------------------------- | ----------------------- | -------------- | -------------- |
| 1993 (66.)      | Zapach zielonej papai | The Scent of Green Papaya | Mùi đu đủ xanh          | Trần Anh Hùng  | Nominacja      |
| 1996 (69.)      | brak                  | Gone Gone Forever Gone    | Gate, gate, paragate    | Hồ Quang Minh  | Brak nominacji |
| 1999 (72.)      | Trzy pory roku        | Three Seasons             | Ba Mùa                  | Tony Bui       | Brak nominacji |
| 2000 (73.)      | Schyłek lata          | Vertical Ray of the Sun   | Mùa hè chiều thẳng đứng | Trần Anh Hùng  | Brak nominacji |
| 2005 (78.)      | Poganiacz bawołów     | Buffalo Boy               | Mùa len trâu            | Minh Nguyen-Vo | Brak nominacji |
| 2006 (79.)      | Opowieść Pao          | Story of Pao              | Chuyện của Pao          | Ngô Quang Hải  | Brak nominacji |
| 2007 (80.)      | brak                  | The White Silk Dress      | Áo lụa Hà Đông          | Lưu Huỳnh      | Brak nominacji |
| 2009 (82.)      | brak                  | Don't Burn                | Đừng đốt                | Đặng Nhật Minh | Brak nominacji |